# Lewis Leary
Pour les articles homonymes, voir Leary.
Lewis Leary est un abolitionniste américain né le 17 mars 1835 à Fayetteville, en Caroline du Nord, et mort le 17 octobre 1859 à Harpers Ferry, alors en Virginie. Il est connu pour avoir participé au raid contre Harpers Ferry mené par John Brown, au cours duquel il est tué.

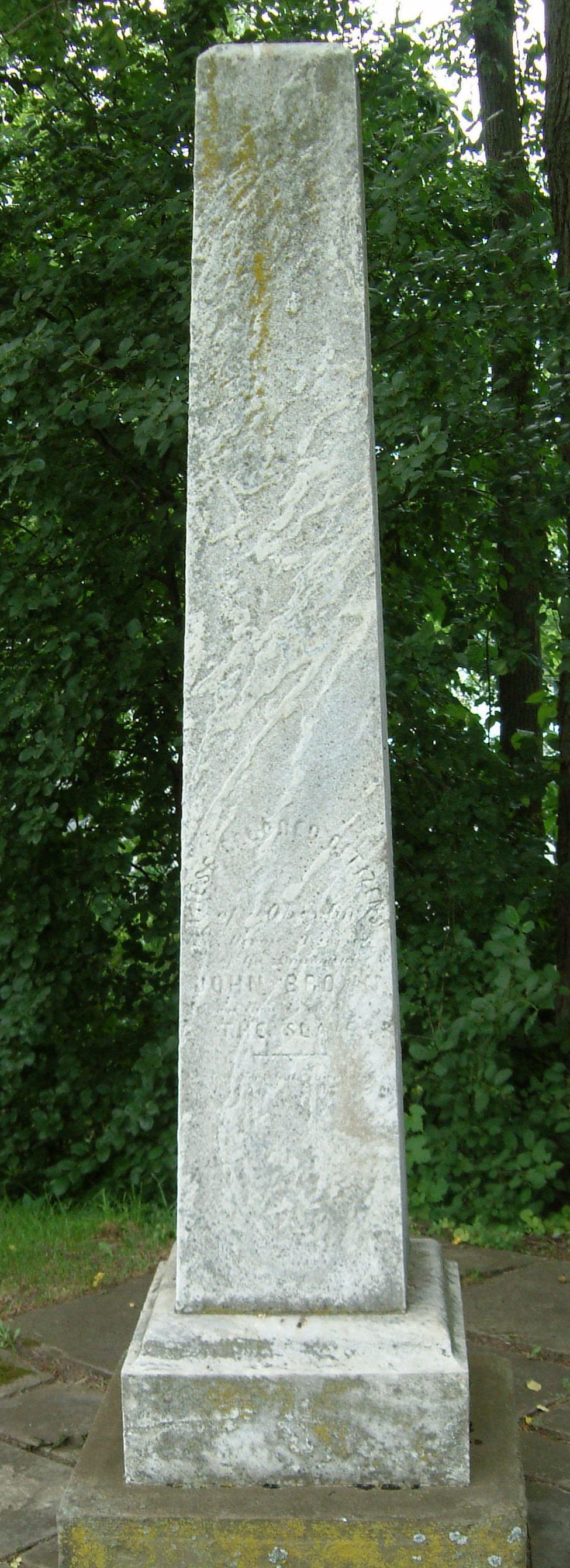
Monument en hommage aux "colored citizens of Oberlin", Copeland, Green, et Leary